# Nelson Jobim
Nelson Azevedo Jobim (Santa Maria, 12 aprile 1946) è un giurista e politico brasiliano.

## Biografia
Ha ricoperto le cariche di deputato federale, Ministro della giustizia, Ministro della difesa, Ministro della Corte suprema federale (STF), dove è stato anche presidente tra il 2004 e il 2006. Attualmente è Presidente del Consiglio di amministrazione e responsabile delle relazioni istituzionali e delle politiche di conformità alle normative presso Banco BTG Pactual.